# Cremnoptoides
Cremnoptoides (лат.) — род паразитических наездников из семейства Braconidae. 2 вида.

## Распространение
Китай, Корея, Япония.

## Описание
Мелкие перепончатокрылые наездники, длина тела около 5 мм.
Представителей рода можно отличить от всех других родов Agathidinae по следующей комбинации морфологических признаков: коготки передних и средних пар ног раздвоенные; яйцеклад равен по длине метасоме; нотаули полные; латеральные кили на лбу острые и направлены к латеральному оцеллию; щёки и ротовые органы вытянутые; задний трохантеллус с парой продольных килей.
Близок к роду Cremnops.
Виды предположительно, как и другие близкие группы, представляют собой одиночных койнобионтов-эндопаразитоидов гусениц Lepidoptera.
- Cremnoptoides furcatus van Achterberg & Chen, 2004[2]
- Cremnoptoides pappi (Sharkey, 1996)[3]